# Мартинес, Юберхен
Юберхен Эрней Мартинес Ривас (исп. Yuberjen Herney Martínez Rivas; род. 1 ноября 1991, Турбо, Антьокия, Колумбия) — колумбийский боксёр-профессионал, выступающий в первой наилегчайшей и в наилегчайшей весовых категориях. Выступал за сборную Колумбии по боксу в 2013—2021 годах, серебряный призёр Олимпийских игр 2016 года и участник Олимпийских игр 2020 года, бронзовый призёр чемпионата мира (2017), серебряный призёр Панамериканских игр (2019), победитель Панамериканского чемпионата (2017), чемпион Южноамериканских игр (2018), чемпион Игр Центральной Америки и Карибского бассейна (2018), серебряный призёр Игр Центральной Америки и Карибского бассейна (2014), двукратный чемпион Боливарианских игр (2013, 2017), многократный чемпион и призёр национального первенства в любителях.
Среди профессионалов чемпион Латинской Америки по версии WBC Latino (2022—н. в.) в наилегчайшем весе.
Лучшая позиция по рейтингу BoxRec — 160-я (февраль 2023) и является 2-м среди колумбийских боксёров наилегчайшей весовой категории, — входя в ТОП-160 лучших боксёров наилегчайшего веса всего мира.

## Биография
Юберхен Мартинес родился 1 ноября 1991 года в городе Турбо департамента Антьокия.

## Любительская карьера
Впервые заявил о себе в 2012 году, выиграв бронзовую медаль на чемпионате Колумбии по боксу в зачёте первой наилегчайшей весовой категории.
Первого серьёзного успеха на взрослом международном уровне добился в сезоне 2013 года, когда вошёл в основной состав колумбийской национальной сборной и побывал на панамериканском чемпионате в Чили, откуда привёз награду бронзового достоинства, выигранную в первом наилегчайшем весе. Также в этом сезоне одержал победу на Боливарианских играх в Трухильо.
В 2014 году стал серебряным призёром Игр Центральной Америки и Карибского бассейна в Веракрусе.
Был лучшим на чемпионате Колумбии 2015 года, тогда как на Панамериканских играх в Торонто был остановлен на стадии четвертьфиналов венесуэльцем Йоэлем Финолем.

### Олимпийские игры 2016 года
В 2016 году на американской олимпийской квалификации в Буэнос-Айресе одолел всех своих соперников по турнирной сетке, в том числе в финале взял верх над американцем Нико Эрнандесом, и благодаря этому успешному выступлению удостоился права защищать честь страны на Олимпийских играх в Рио-де-Жанейро. На пути к финалу в категории до 49 кг прошёл таких боксёров как Патрик Лоренсу, Рохен Ладон, Самуэль Кармона и Хоанис Архилагос. В решающем финальном поединке встретился с узбеком Хасанбоем Дусматовым и проиграл ему со счётом 0:3, получив тем самым серебряную олимпийскую медаль.
После Олимпиады Мартинес остался в основном составе колумбийской национальной сборной и продолжил принимать участие в крупнейших международных турнирах. Так, в 2017 году он одержал победу на Панамериканском чемпионате в Тегусигальпа (Гондурас) и на домашних Боливарианских играх в Санта-Марте, в то время как на чемпионате мира в Гамбурге стал бронзовым призёром, где в полуфинале вновь встретился с Дусматовым и снова уступил ему по очкам.
Также начиная с этого времени он регулярно принимает участие в матчевых встречах полупрофессиональной лиги «World Series of Boxing», где представлял команду «Колумбийские герои».
В начале августа 2019 года стал серебряным призёром Панамериканских игр в Лиме (Перу), в весе до 49 кг, в финале проиграв пуэрториканцу Оскару Коллазо.

### Олимпийские игры 2020 года
В 2021 года прошёл квалификацию на Олимпийские игры 2020 года.
И в июле 2021 года стал участником Олимпийских игр в Токио, где в 1/8 финала соревнований решением большинства судей (4:1) победил опытного индийского боксёра Амита Пангала, но затем в четвертьфинале раздельным решением судей проиграл опытному японцу Рёмэю Танаке, — который в итоге стал бронзовым призёром Олимпиады 2020 года.
После Олимпиады в конце октября 2021 года в Белграде (Сербия), он участвовал в чемпионате мира, в категории до 51 кг. Где он в 1/16 финала по очкам (5:0) победил англичанина Киарана Макдональда, затем в 1/8 финала в по очкам (5:0) победил белоруса Дениса Солоцких, но в четвертьфинале по очкам (0:3) проиграл опытному казахскому боксёру Сакену Бибосынову, — который в итоге стал чемпионом мира 2021 года.

## Профессиональная карьера
29 июля 2022 года состоялся его дебют на профессиональном ринге в Барранкилье (Колумбии), в наилегчайшем весе, когда он досрочно нокаутом в 3-м раунде победил опытного венесуэльца Йейсона Эрнандеса (6-3).

## Статистика профессиональных боёв
В таблице перечислены результаты всех поединков боксёров.
В каждой строке указан результат поединка. Дополнительно номер поединка обозначен цветом, который обозначает итог поединка. Расшифровка обозначений и цветов представлена в нижеследующей таблице.
| Пример | Расшифровка                     |
| ------ | ------------------------------- |
|        | Победа                          |
|        | Ничья                           |
|        | Поражение                       |
|        | Планируемый поединок            |
|        | Поединок признан несостоявшимся |
| КО     | Нокаут                          |
| ТКО    | Технический нокаут              |
| PTS    | Решение судей (по очкам)        |
| UD     | Единогласное решение судей      |
| MD     | Решение большинства судей       |
| SD     | Раздельное решение судей        |
| RTD    | Отказ от продолжения боя        |
| DQ     | Дисквалификация                 |
| NC     | Поединок признан несостоявшимся |

| 3 поединка, 3 победы (3 нокаутом). | 3 поединка, 3 победы (3 нокаутом). | 3 поединка, 3 победы (3 нокаутом). | 3 поединка, 3 победы (3 нокаутом). | 3 поединка, 3 победы (3 нокаутом).           | 3 поединка, 3 победы (3 нокаутом). | 3 поединка, 3 победы (3 нокаутом).                                                            |
| Бой                                | Рекорд                             | Дата боя                           | Соперник                           | Место проведения боя                         | Раундов, время                     | Дополнительно                                                                                 |
| ---------------------------------- | ---------------------------------- | ---------------------------------- | ---------------------------------- | -------------------------------------------- | ---------------------------------- | --------------------------------------------------------------------------------------------- |
| 3                                  | 3-0                                | 24 ноября 2022                     | Хосе Давид Коголло (5-5-1)         | Барранкилья, Колумбия                        | TKO 4 (6), 1:25                    |                                                                                               |
| 2                                  | 2-0                                | 24 сентября 2022                   | Джимсон Гарсия (11-4-1)            | Coliseo Elías Chegwin, Барранкилья, Колумбия | KO 1 (8), 2:58                     | Завоевал вакантный титул чемпиона Латинской Америки по версии WBC Latino в наилегчайшем весе. |
| 1                                  | 1-0                                | 29 июля 2022                       | Йейсон Эрнандес (6-3)              | Coliseo Elías Chegwin, Барранкилья, Колумбия | KO 3 (6), 2:34                     | Дебют в профессиональном боксе.                                                               |